# Vice-royauté de Vologda
1780–1796
Entités précédentes :
- Gouvernement d'Arkhangelogorod

Entités suivantes :
- Gouvernement d'Arkhangelsk
- Gouvernement de Vologda

La vice-royauté de Vologda de Vologda (en russe : Вологодское наместничество) était une unité administrative (namestnichestvo) de l'Empire russe de 1780 à 1796. Le centre administratif était la ville de Vologda.
Elle est formée par décret du 25 janvier 1780 a.s. à la place du gouvernement d'Arkhangelgorod lors des réformes provinciales de Catherine II. La vice-royauté était composée de trois régions : Arkhangelsk, Veliki Oustioug et Vologa, à leur tour divisées en 19 ouïezds.

## Gouverneurs
L'administration de la vice-royauté était assurée par un Namestnik (vice-roi) et contrôlée par un gouverneur général. Les gouverneurs de la vice-royauté de Vologda étaient,:
- 1780-1788 Alekseï Petrovitch Melgounov ;
- 1788-1793 Ievgueni Petrovitch Kachkine ;
- 1794-1796 Piotr Vassilievitch Lopoukhine.

Les gouverneurs généraux étaient,:
- 1780-1784 Grigori Dmitrievitch Makarov ;
- 1784-1792 Piotr Fiodorovitch Mezentsov ;
- 1793-1796 Nikolaï Dmitrievitch Chetnev.